# Plevna (Kansas)
Pour les articles homonymes, voir Plevna.
Plevna est une ville américaine située dans le comté de Reno, au Kansas. Selon le recensement de 2020, sa population est de 85 habitants.